# Страшинський Леонард
Леонард Страши́нський (нар. 13 січня 1828, Токарівка — пом. 1879, Житомир) — польський живописець, академік Петербурзької академії мистецтв з 1862 року.

## Біографія
Народився 13 січня 1828 року в селі Токарівці (тепер Сквирський район Київської області, Україна). 1855 року закінчив Петербурзьку академію мистецтв. Жив у Варшаві, останні роки життя у Житомирі. 
Помер у Житомирі у 1879 році. Похований в Житомирі на Польському кладовищі.

## Твори
він автор жанрових та історичних картин:
- - «Король Лір» (1850);
  - «Лот з доньками» (1851);
  - «Українка» (1857, акварель);
  - «Художник в майстерні» (1862);
  - «Художник на балу» (1862).
- портретів Г. Гейне, Й. Лелевеля (обидва 1860).

Займався літографією.

## Галерея

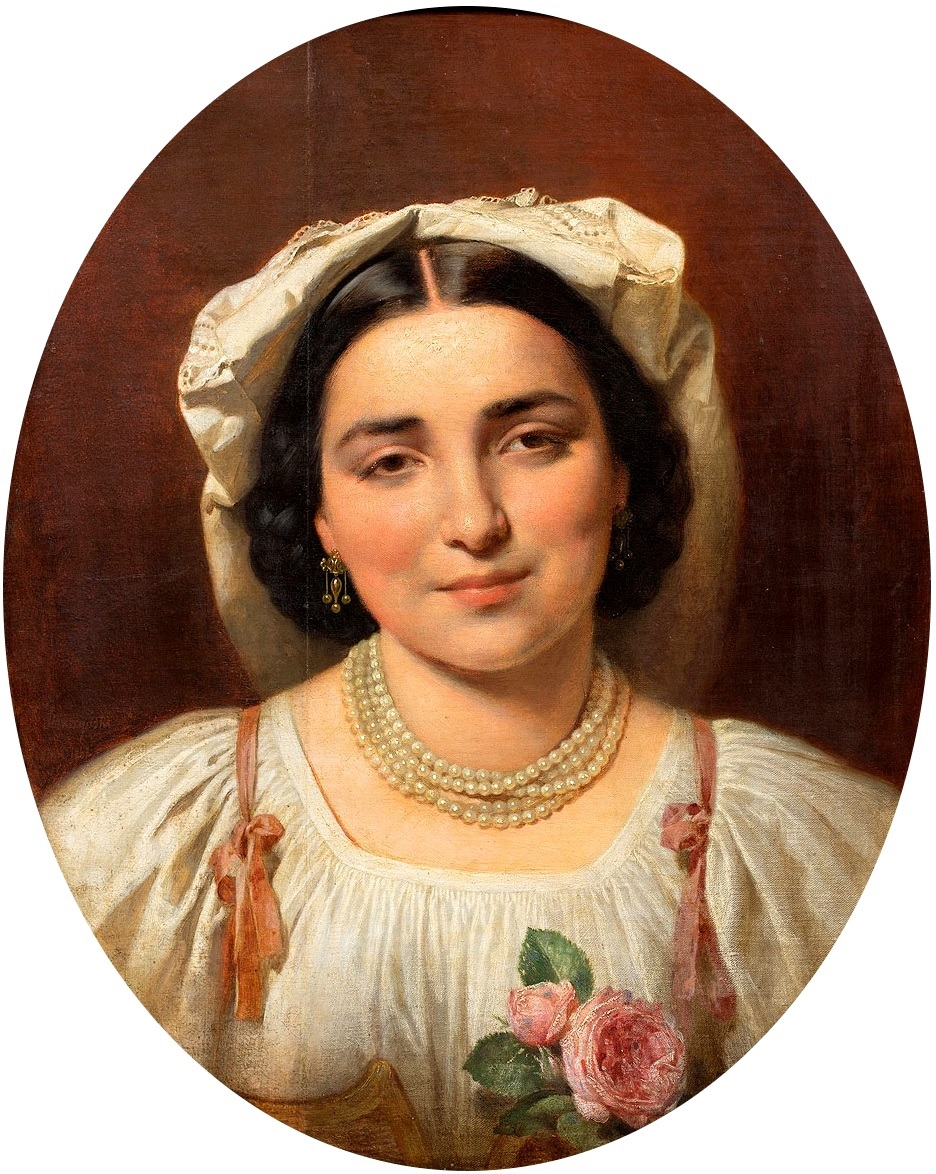
Портрет молодої римлянки
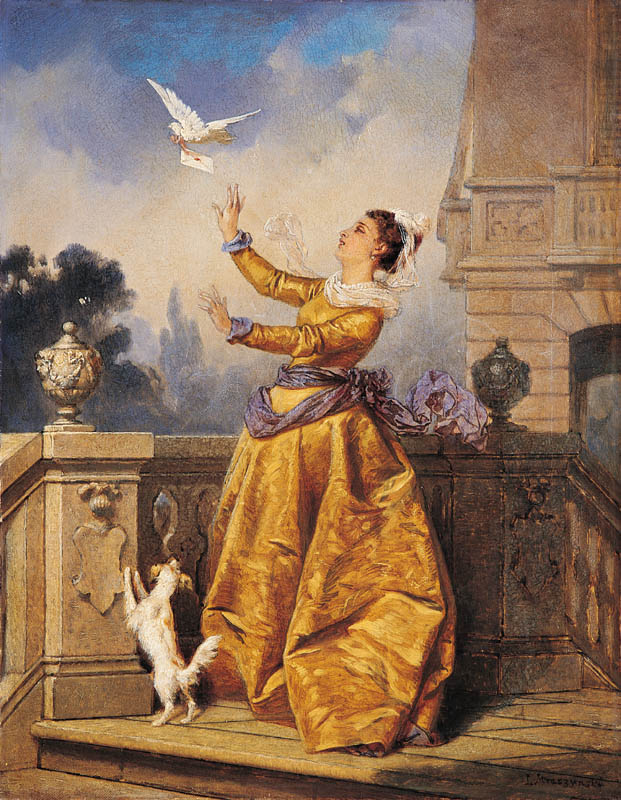
Посланець кохання, після 1867
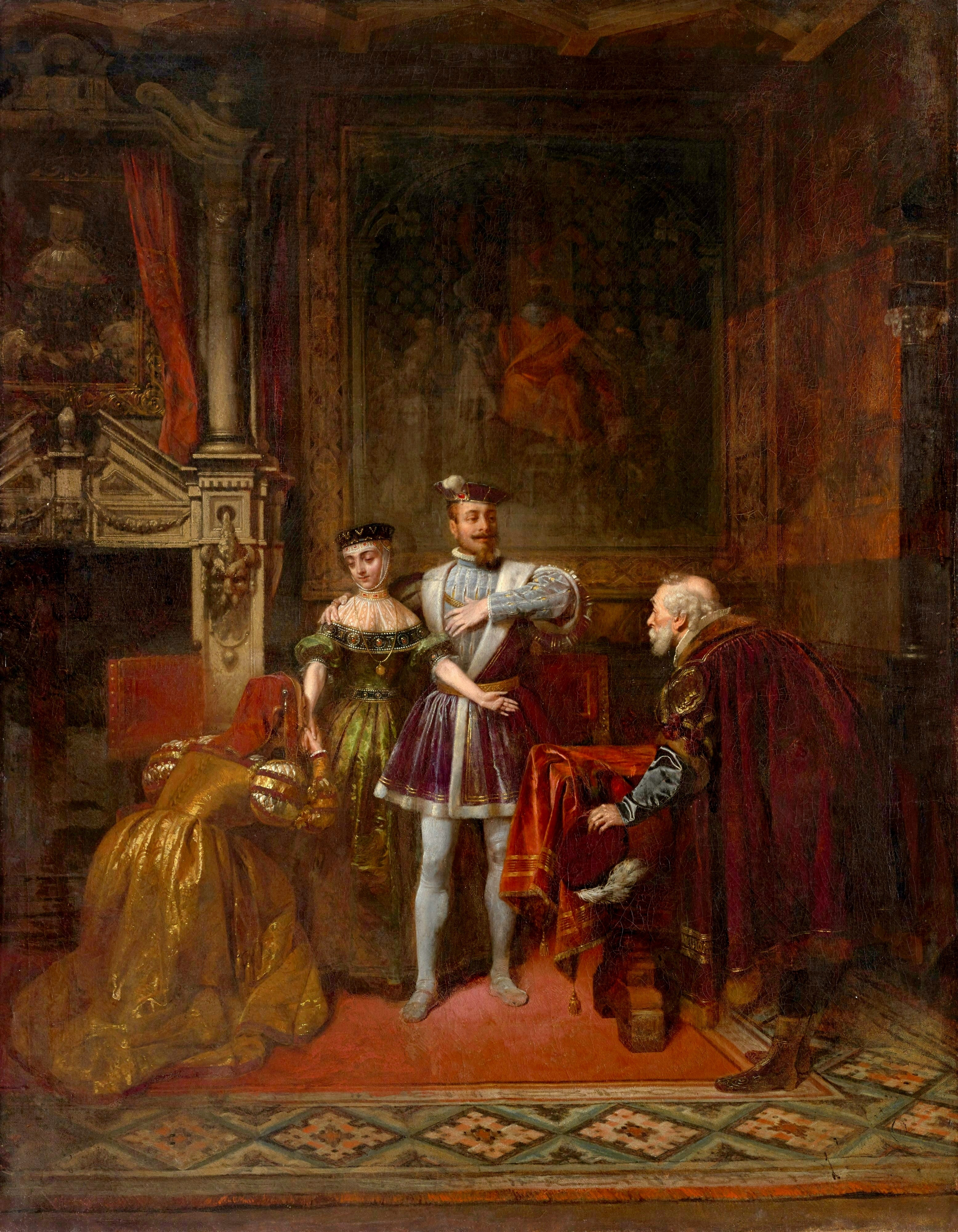
Замирення Кміти з королем Жигмонтом Августом
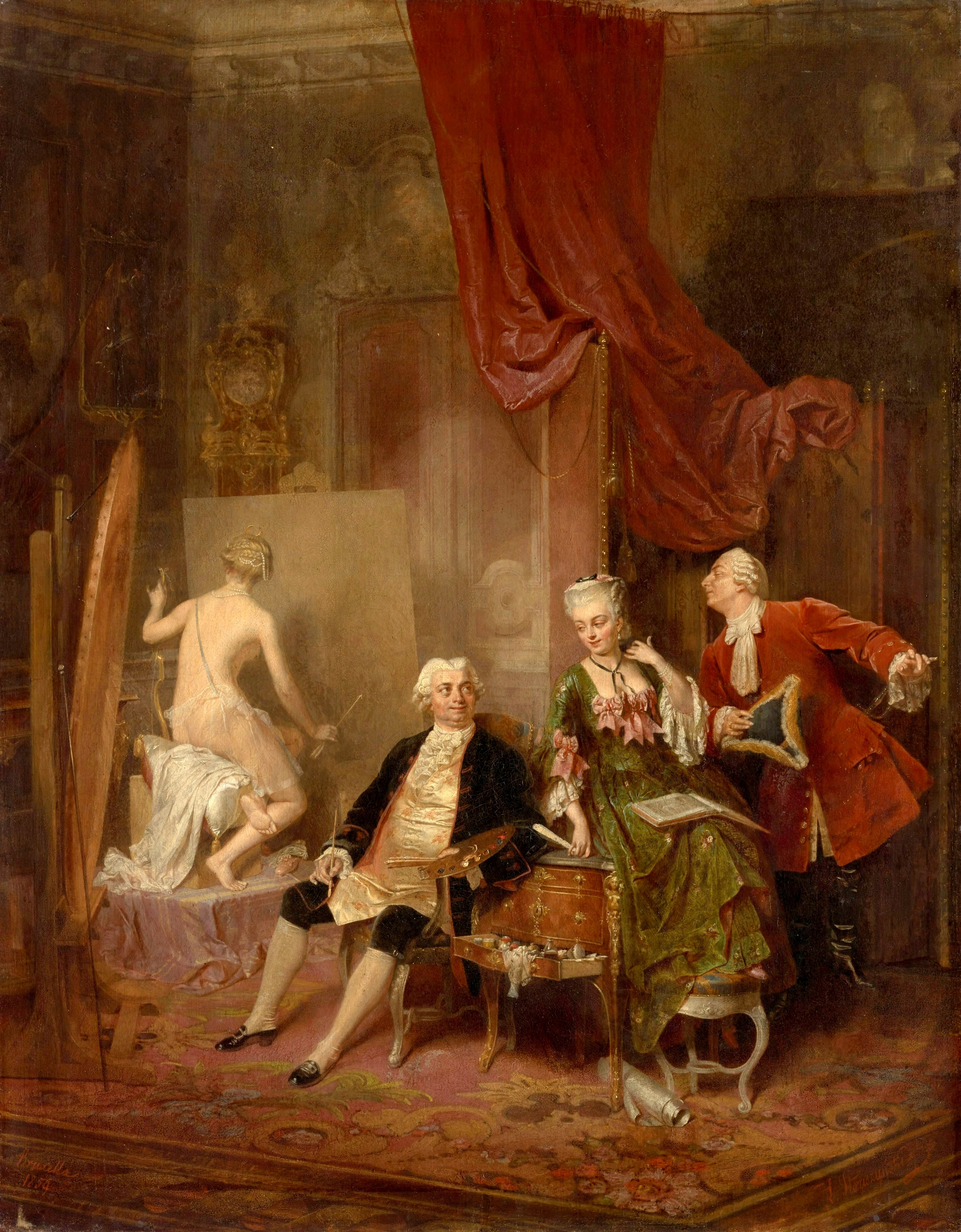
Король Станіслав Август у майстерні Баччареллі
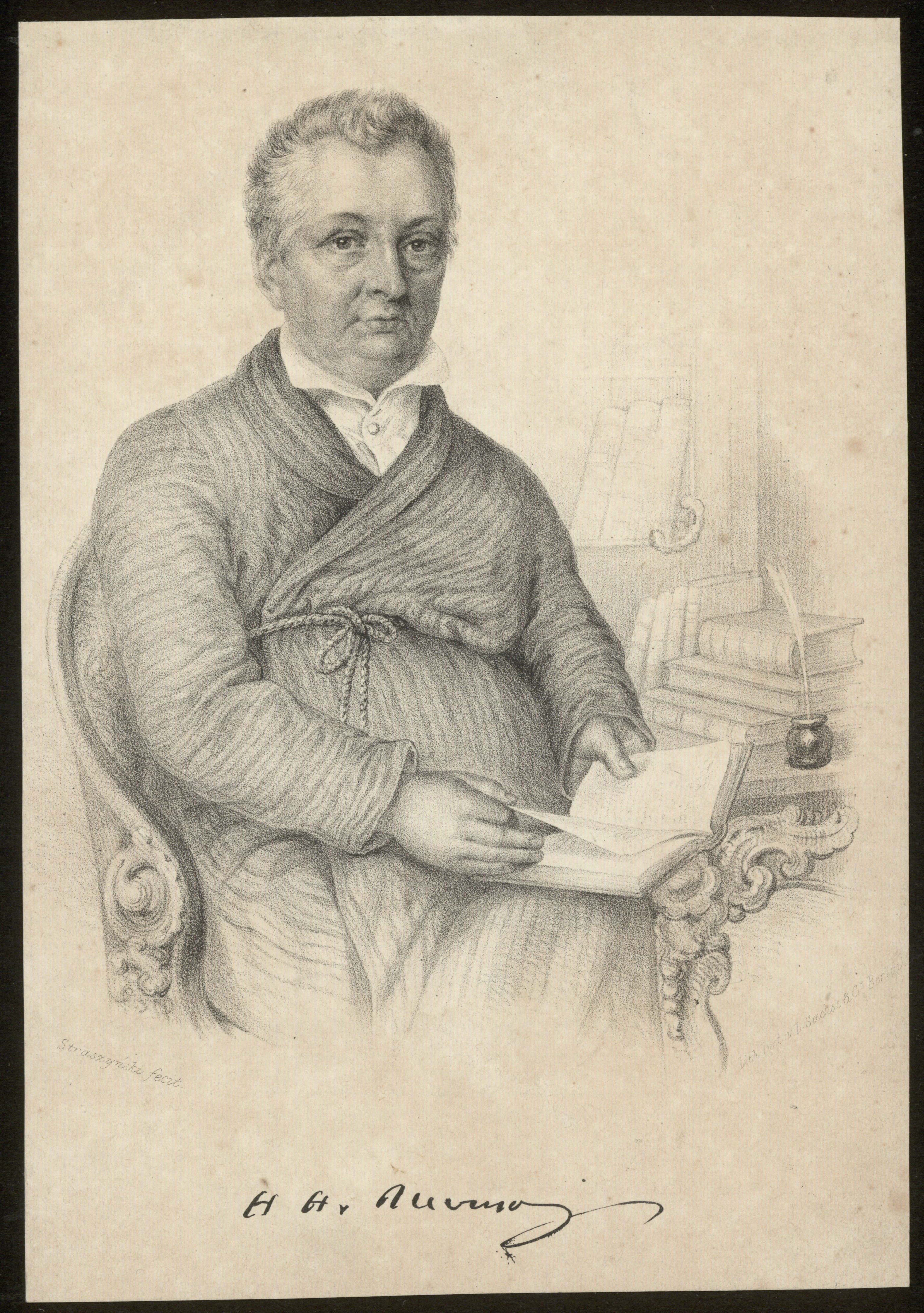
Генрик Жевуський, 1850